# Thijs van Leeuwen (handballer)
Thijs van Leeuwen (Djedda, 26 februari 1987) is een Nederlands afkomstige handbalkeeper die bij het Belgische Sporting Pelt speelt.

## Biografie
Van Leeuwen begon met handballen op 8-jarige leeftijd bij Caesar en ging, nadat Caesar fuseerde met Blauw-Wit, bij BFC spelen. Bij BFC debuteerde Van Leeuwen op 16-jarige leeftijd in de eredivisie. In het begin fungeerde Van Leeuwen nog als tweede keeper achter Bart Leenen, die destijds eerste keeper was bij BFC. In diezelfde tijd kwam Van Leeuwen ook uit voor de Limburgse selectie en Jong Oranje.
In 2008 verruilde Van Leeuwen BFC voor Bevo HC, waar hij twee jaar bleef spelen. Vervolgens ging hij bij Limburg Lions spelen. Na vele successen bij Limburg Lions verliet hij in 2017 de club en ging spelen voor Sporting NeLo (later Sporting Pelt).
Van Leeuwen werd samen met René de Knegt tijdens het EK 2022 opgeroepen door bondscoach Erlingur Richardsson. Dit kwam tot stand nadat de doelmannen Bart Ravensbergen en Dennis Schellekens, die al op het EK actief waren, besmet raakten met het coronavirus.
In 2023 maakte van Leeuwen bekend om te stoppen met tophandbal. Hij ging terug naar zijn eerste club BFC om keeperstraining te geven aan de herenkant.